# Bitva o Planetu opic
Bitva o Planetu opic (v anglickém originále Battle for Planet of the Apes) je americký dobrodružný sci-fi film z roku 1973, který volně navazuje na film Dobytí Planety opic, který byl natočen o rok dříve. Režisérem byl J. Lee Thompson, hlavní mužskou roli zde ztvárnil americký herec Roddy McDowall.
Jde o pátý a poslední ze série pěti filmů natočených mezi roky 1968 a 1973. Tato série se dále dočkala pokračování v roce 2001 remakem Planeta opic a v roce 2011 rebootem Zrození Planety opic.

## Děj
Děj filmu začíná v Severní Americe v roce 2670, kdy se orangutan Lawgiver, který vypráví příběh o Caesarovi, který se snaží ve společnosti, která přežila jadernou válku, udržet mír mezi lidoopy a přeživšími lidmi, kteří byli poraženi.
Caesar lituje, že neměl nikdy možnost poznat své rodiče. Jeho pomocník MacDonald mu řekne, že zná umístění archivu, ve kterém se nachází pásky se záznamem výslechů jeho rodičů. Tento archiv se nachází v zakázaném městě, v radiací zamořené oblasti. Nakonec se Caesar společně s MacDonaldem a Virgilem rozhodnout vydat do archivu.
Když se dostanou na místě a najdou potřebné záznamy, zjistí též, že v městě přežívají mutanti (radiací zjizvení lidé), pod vedením guvernéra Kolpa, kteří je chtějí zajmout. Caesarovi a jeho společníkům se podaří uniknout, avšak jsou sledováni zvědy, kteří se nakonec vrátí do zamořeného města s informací o opičím městě. Guvernér Kolp chce na opičí město zaútočit.
Gorila generál Aldo se staví proti Caesarovi a chce jej svrhnout. Když tyto plány vyslechne Caesarův syn Cornelius, Aldo jej shodí ze stromu. Poté, co dvojice goril narazí na blížící se mutanty, Aldo nařídí, aby všichni lidé byli zadrženi a společně s dalšími gorilami převzal kontrolu nad zbrojnicí, aby se mohl volně ozbrojit. Než Cornelius zemře, odhalí svého vraha.
V tomto okamžiku začne Kolpova armáda útok na město opic. Zpočátku úspěšně, dokonce Caesara a další opice donutí k ústupu, avšak když jej naleznou mezi desítkami padlých lidoopů a hrozí, že jej zabijí, lidoopové, kteří jen smrt předstírali, se dají do protiútoku. Zajmou většinu mutantů. Kopl a několik dalších jeho mužů padne při pokusu o útěk.
Po bitvě chce Aldo zabít všechny lidi, ale Caesar jej zastaví. Aldo je konfrontován s tím, že je znám Corneliův vrah, a tedy, že Aldo porušil nejposvátnější zákon komunity „opice nikdy nezabije opici“. Po vzájemném souboji Aldo umírá po pádu ze stromu. Když si Caesar uvědomí, že opice jsou zákeřné, jako lidé, rozhodnou se vybudovat společně novou budoucnost.

## Obsazení
| Roddy McDowall | Caesar   |
| Claude Akins   | Aldo     |
| Natalie Trundy | Lisa     |
| Severn Darden  | Kolp     |
| Lew Ayres      | Mandemus |
| Paul Williams  | Virgil   |